# Diocesi di Zielona Góra-Gorzów
La diocesi di Zielona Góra-Gorzów (in latino: Dioecesis Viridimontanensis-Gorzoviensis) è una sede della Chiesa cattolica in Polonia suffraganea dell'arcidiocesi di Stettino-Kamień. Nel 2022 contava 916.271 battezzati su 1.050.969 abitanti. È retta dal vescovo Tadeusz Lityński.

## Territorio
La diocesi comprende tutto il voivodato di Lubusz e il distretto di Głogów nella parte settentrionale del voivodato della Bassa Slesia nell'ovest della Polonia.
Sede vescovile è la città di Zielona Góra, dove si trova la concattedrale di Sant'Edvige. A Gorzów invece sorge la cattedrale dell'Assunzione di Maria Vergine. Nella cittadina di Świebodzin sorge la colossale statua di Cristo Re, una delle statue del Cristo più alte del mondo. A Rokitno sorge la basilica minore di Nostra Signora.
Il territorio è suddiviso in 29 decanati e in 270 parrocchie.

## Storia
La diocesi di Lubusz (o Lebus) fu eretta verso il 1125 ed era suffraganea dell'arcidiocesi di Gniezno. Nel 1276 la sede fu trasferita a Górzyca, quindi nel 1385 a Fürstenwalde in Brandeburgo. A partire dal 1555 il territorio della diocesi passò al protestantesimo e la diocesi fu soppressa.
Erede di questa sede storica è la diocesi di Gorzów, eretta il 28 giugno 1972 con la bolla Episcoporum Poloniae di papa Paolo VI, ricavandone il territorio dall'arcidiocesi di Breslavia, dalla diocesi di Berlino (oggi arcidiocesi) e dalla prelatura territoriale di Schneidemühl. Originariamente era suffraganea dell'arcidiocesi di Breslavia.
Il 25 marzo 1992 per effetto della bolla Totus tuus Poloniae populus di papa Giovanni Paolo II ha assunto il nome attuale ed è entrata a far parte della provincia ecclesiastica dell'arcidiocesi di Stettino-Kamień. Inoltre ha ceduto porzioni del suo territorio alla diocesi di Koszalin-Kołobrzeg.

## Cronotassi dei vescovi
Si omettono i periodi di sede vacante non superiori ai 2 anni o non storicamente accertati.
- Wilhelm Pluta † (28 giugno 1972 - 22 gennaio 1986 deceduto)
- Józef Michalik (1º ottobre 1986 - 17 aprile 1993 nominato arcivescovo di Przemyśl)
- Adam Dyczkowski † (17 luglio 1993 - 29 dicembre 2007 ritirato)
- Stefan Regmunt (29 dicembre 2007 - 23 novembre 2015 dimesso)
- Tadeusz Lityński, dal 23 novembre 2015

## Statistiche
La diocesi nel 2022 su una popolazione di 1.050.969 persone contava 916.271 battezzati, corrispondenti all'87,2% del totale.
| anno | popolazione | popolazione | popolazione | presbiteri | presbiteri | presbiteri | presbiteri                | diaconi | religiosi | religiosi | parrocchie |
| anno | battezzati  | totale      | %           | numero     | secolari   | regolari   | battezzati per presbitero | diaconi | uomini    | donne     | parrocchie |
| ---- | ----------- | ----------- | ----------- | ---------- | ---------- | ---------- | ------------------------- | ------- | --------- | --------- | ---------- |
| 1980 | 1.053.000   | 1.088.000   | 96,8        | 441        | 296        | 145        | 2.387                     |         | 151       | 288       | 210        |
| 1990 | 1.166.000   | 1.198.000   | 97,3        | 562        | 411        | 151        | 2.074                     |         | 156       | 309       | 249        |
| 1999 | 941.000     | 1.060.000   | 88,8        | 592        | 499        | 93         | 1.589                     |         | 99        | 423       | 252        |
| 2000 | 942.000     | 1.063.000   | 88,6        | 592        | 502        | 90         | 1.591                     |         | 94        | 399       | 256        |
| 2001 | 992.797     | 1.060.297   | 93,6        | 593        | 512        | 81         | 1.674                     |         | 88        | 389       | 259        |
| 2002 | 987.715     | 1.057.714   | 93,4        | 607        | 518        | 89         | 1.627                     |         | 99        | 247       | 260        |
| 2003 | 974.558     | 1.051.058   | 92,7        | 607        | 520        | 87         | 1.605                     |         | 97        | 241       | 261        |
| 2004 | 1.099.830   | 1.150.063   | 95,6        | 611        | 521        | 90         | 1.800                     |         | 100       | 267       | 261        |
| 2010 | 980.569     | 1.096.181   | 89,5        | 617        | 515        | 102        | 1.589                     |         | 118       | 219       | 266        |
| 2014 | 989.400     | 1.160.000   | 85,3        | 641        | 542        | 99         | 1.543                     |         | 107       | 176       | 267        |
| 2017 | 1.051.551   | 1.090.539   | 96,4        | 636        | 529        | 107        | 1.653                     |         | 114       | 190       | 269        |
| 2020 | 932.662     | 1.062.734   | 87,8        | 620        | 516        | 104        | 1.504                     |         | 110       | 188       | 270        |
| 2022 | 916.271     | 1.050.969   | 87,2        | 583        | 490        | 93         | 1.571                     | 1       | 98        | 174       | 270        |

## Galleria d'immagini

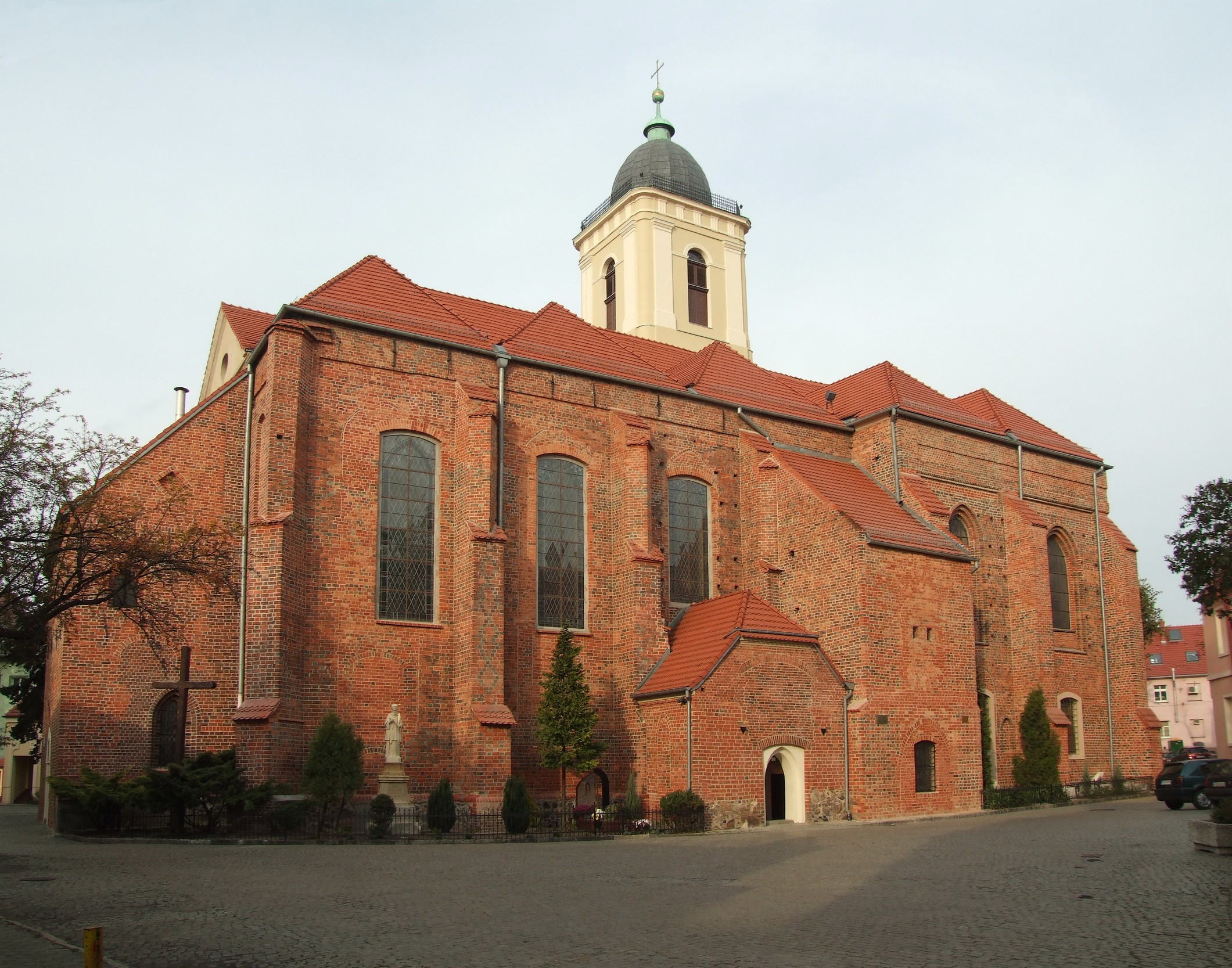
La concattedrale di sant'Edvige a Zielona Góra
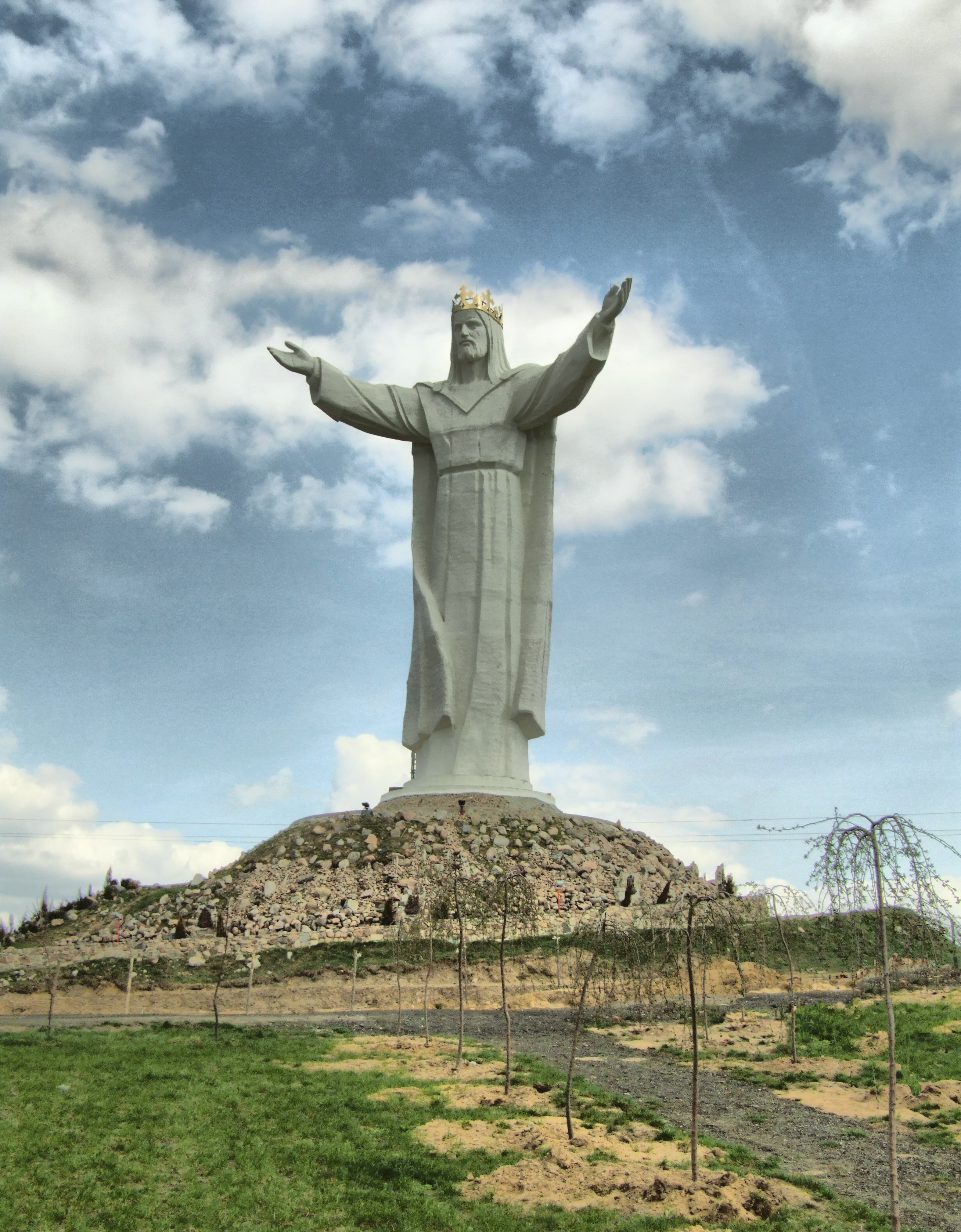
La statua di Cristo Re di Świebodzin, completata nel novembre del 2010
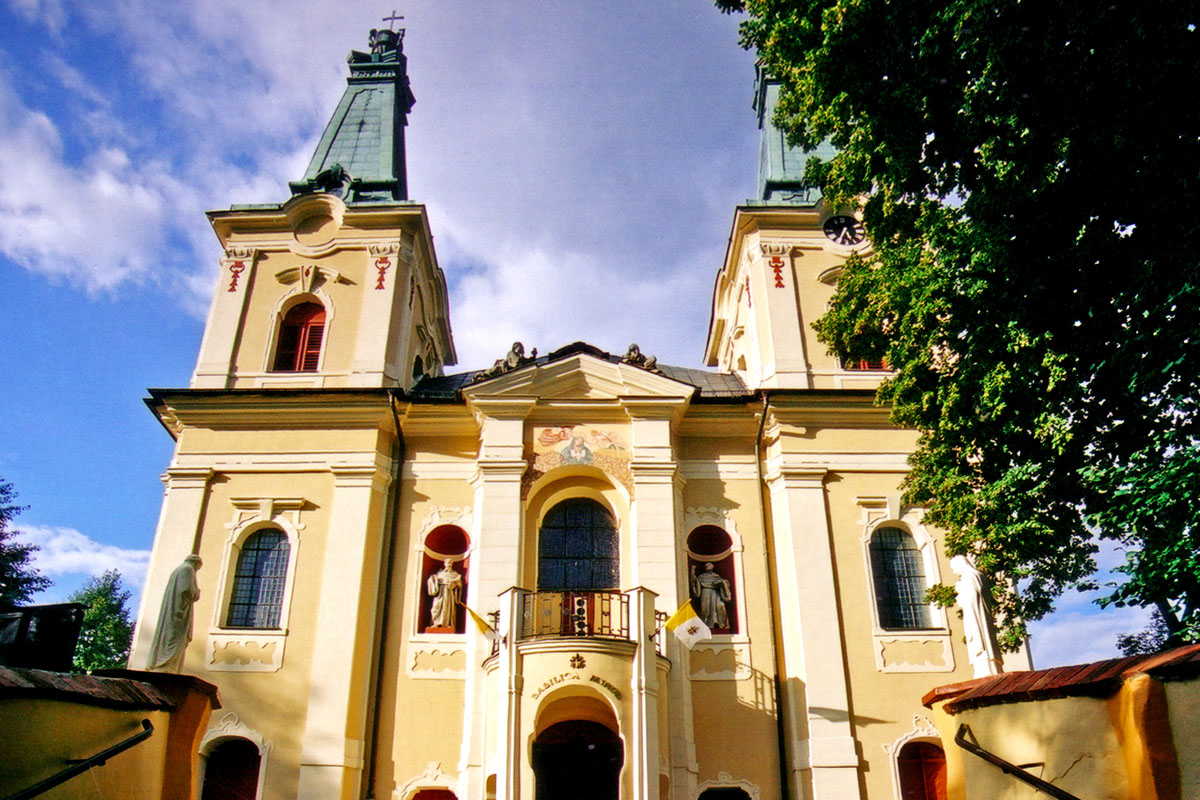
La basilica minore di Nostra Signora di Rokitno
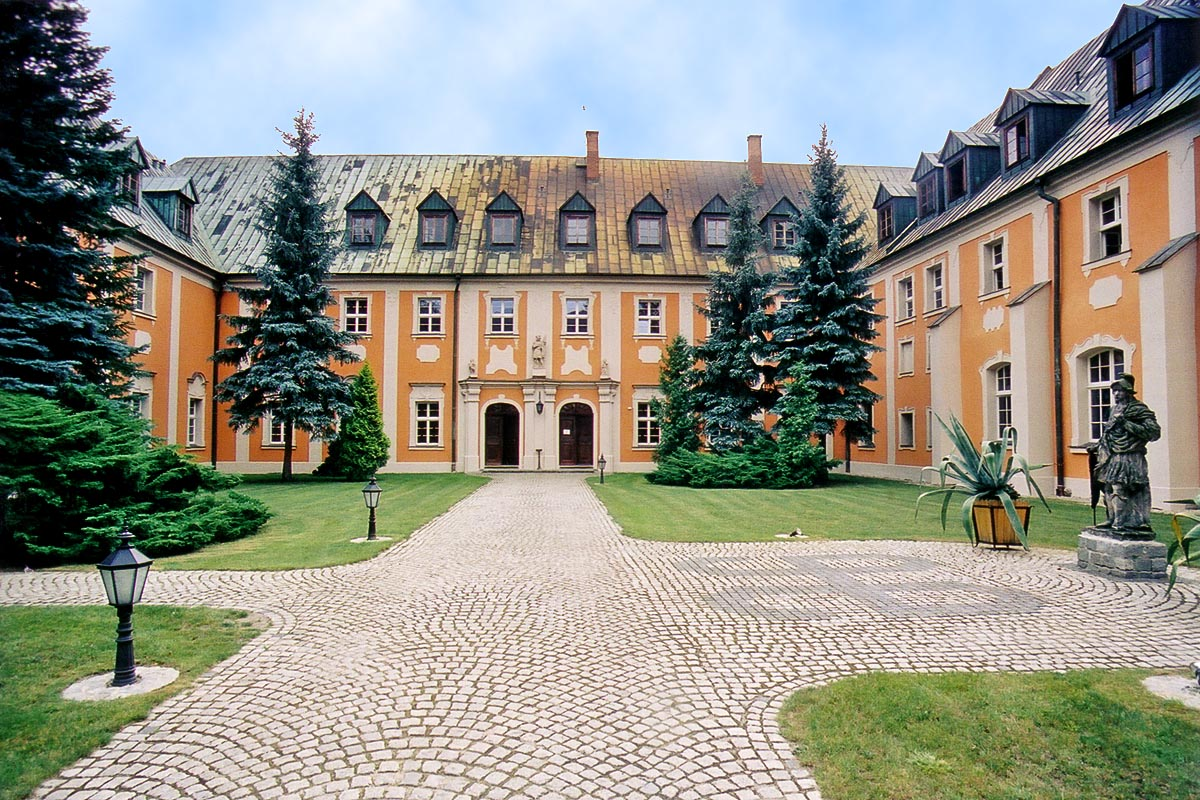
Il seminario diocesano